# フラビオ・コンセイソン
フラビオ・コンセイソン（Flávio da Conceição、1974年6月13日 - ）は、ブラジル・サンパウロ州出身の元サッカー選手。ブラジル代表であった。ポジションは守備的ミッドフィールダー。豊富な運動量の攻撃的ボランチ。

## 経歴

### クラブ
1992年にリオ・ブランコECからデビューし、2年後にSEパルメイラスに移籍して100試合以上に出場した。1996年のアトランタオリンピック後に移籍金630万ユーロでスペイン・リーガ・エスパニョーラのデポルティーボ・ラ・コルーニャに移籍した。同郷のマウロ・シルバとセンターハーフのコンビを組み、徐々にキープレーヤーとなっていき、1999-2000シーズンにはリーグ戦27試合に出場して4得点した。
2000年夏、移籍金2600万ユーロで強豪レアル・マドリードに移籍した。出場機会は少なめだったが、在籍期間中にリーグタイトルを2度獲得し、2001-02シーズンにはUEFAチャンピオンズリーグ優勝を果たした。同大会のFCバルセロナ戦 (2-0) ではスティーヴ・マクマナマンの得点をアシストし、勝利に貢献した。2003-04シーズンはドイツ・ブンデスリーガのボルシア・ドルトムントにレンタル移籍したが、完全なレギュラーではなかった。
2004年夏、トルコ・スュペル・リグのガラタサライSKに移籍した。2004-05シーズンにはテュルキエ・クパスで優勝したが、リーグ戦での低迷からUEFAチャンピオンズリーグ出場権を逃し、2005年夏にはギリシャ・スーパーリーグのパナシナイコスFCと3年契約を結んだ。ギリシャでは幾度もの負傷によるコンディション不良に悩まされ、2006年1月にパナシナイコスFCを退団するとともに、32歳にして現役引退を決意した。

### 代表
1995年にブラジルA代表デビューした。1996年にはCONCACAFゴールドカップに出場し、さらにU-23ブラジル代表として出場したアトランタオリンピックでは銅メダルを獲得した。1997年と1999年にはコパ・アメリカに出場し、2連覇を果たしている。その結果1997年と1999年にはFIFAコンフェデレーションズカップにも出場し、1997年大会では決勝でオーストラリアを破って優勝した。ブラジル代表としては通算45試合に出場したが、FIFAワールドカップには一度も出場していない。

## 所属クラブ
- 1992-1993  リオ・ブランコEC
- 1993-1996  SEパルメイラス
- 1996-2000  デポルティーボ・ラ・コルーニャ
- 2000-2004  レアル・マドリード

→2003-2004  ボルシア・ドルトムント (loan)
- 2004-2005  ガラタサライSK
- 2005-2006  パナシナイコスFC